# Vincenzo Montanaro
Vincenzo Montanaro (1828 - 1917) fou un tenor italià.
Va fer el seu debut el 1852 al Teatro del Fondo de Nàpols a L'italiana in Algeri de Rossini. Era l'oncle de Ruggero Leoncavallo.